# Камел
Камел (енгл. River Camel) је река у Уједињеном Краљевству, у Енглеској. Дуга је 48 km. Улива се у Бристолски залив. 